# Fordia nivea
Fordia nivea là một loài thực vật có hoa trong họ Đậu. Loài này được (Dunn) Dasuki & Schot miêu tả khoa học đầu tiên.